# Youghal
Youghal [jɔːl; ˈjɒhəl] (irisch Eochaill, gespr. [ˈɔxiʎ]) ist eine Hafenstadt im County Cork im Süden der Republik Irland. Beim Census 2022 belief sich die Einwohnerzahl auf 8564 Personen. Youghal liegt an der Mündung des River Blackwater. In der Vergangenheit hatte die Stadt große militärische und wirtschaftliche Bedeutung.

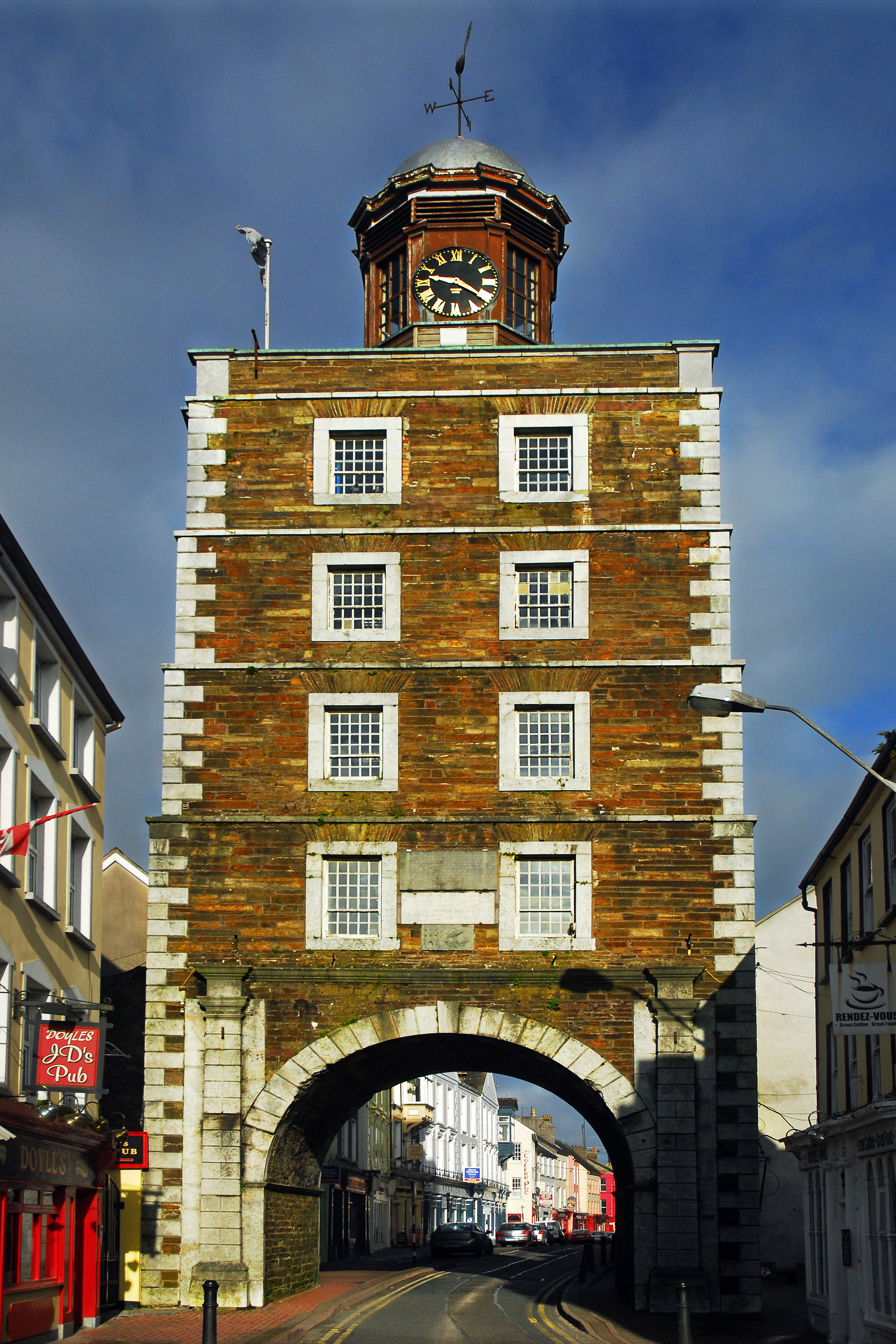
The Clock Gate

Der Name der Stadt stammt vom irischen Wort Eochaill, das Eibe bedeutet. Diese Baumart war einst in der Gegend sehr häufig. Der Name der Stadt wird heute gewöhnlich [jɔːl] ausgesprochen, daneben hat sich aber auch die ältere Aussprache [ˈjɒhəl] erhalten.

## Geschichte
Die Coran-Kirche wurde im bereits im 5. Jahrhundert erbaut. Seit dem 9. Jahrhundert gibt es eine Siedlung der Wikinger, die den Platz als Ausgangspunkt für ihre Plünderungen an der Südküste Irlands nutzten. Im Jahre 864 wurde die Wikingersiedlung durch Déisi zerstört. Youghal war seit dem 9. Jahrhundert mit Lismore durch eine Straße verbunden. 1173 fand an der Mündung des Blackwater eine Seeschlacht statt, wo eine Flotte von Iren und Wikingern von Anglo-Normannen besiegt wurde, die mit dem gestohlenen Schatz von Lismore nach Waterford unterwegs waren. Youghal bekam im Jahre 1209 die Stadtrechte. Im Jahre 1579 wurde die Stadt vom Earl of Desmond niedergebrannt. Königin Elisabeth I. schenkte sie Sir Walter Raleigh, der Youghal später an Richard Boyle den 1. Earl of Cork verkaufte. Sie wurde 1645 von Lord Castlehaven belagert und besetzt. Oliver Cromwell machte sie zum Hauptquartier seiner Irlandinvasion.

## Bauwerke

### St. Mary’s Church
Von der St. Mary’s Collegiate Church wird angenommen, dass sie um 450 von St. Declan gegründet wurde. Sie wurde 750 im irisch-romanischen Stil umgebaut; 1220 wurde ein großes Kirchenschiff errichtet. Die Kirche ist eine der wenigen in Irland, die seit ihrer Errichtung beständig in Benutzung sind. Da Youghal zwei Standorte von Abbeys hat, wird sie auch als die South Abbey bezeichnet. In der Kirche liegt das Grab von Richard Boyle, 1. Earl von Cork.

### Die Stadtmauer
Die Mauer aus dem 13. Jahrhundert gehört zu den am besten erhaltenen in Irland. Zum ersten Mal erwähnt wird sie in einem Schreiben von König Edward I. an Gilbert de Clare 1275, in dem er die Erweiterung und Reparatur zusagt, wozu de Clare einen Zins erhebt. Tynte’s Castle wurde im 15. Jahrhundert erbaut. 1777 wurde das Glockentor an der Stelle des Castles gebaut. Bis 1837 diente es als Versammlungsort und Ort von Hinrichtungen. Das Water Gate wurde im 13. Jahrhundert erbaut, um von der Stadt durch die Stadtmauern zum Hafen zu gelangen. Es ist auch als Cromwell’s Arch bekannt.

### Die North Abbey
Gegründet 1268 von Thomas Fitzmaurice Fitzgerald (the Ape) und den Dominikanern. Die Überreste bestehen  aus dem Westgiebel.

## In der Nähe
- Ardmore (Kirche und Roundtower)
- Kloster Molana
- Strancally Castle

## Kinder der Stadt
- Richard Boyle, 2. Earl of Cork (1612–1698), angloirischer Adeliger
- Katherine Jones, Viscountess Ranelagh (1615–1691), Alchemistin
- Paddy Kenneally (1916–2009), irisch-australischer Soldat
- Bernard Patrick Devlin (1921–2010), römisch-katholischer Bischof von Gibraltar
- Sandra McLellan (* 1961), Politikerin
- James O’Connor (* 1997), Politiker